# Преславци
Преславци (болг. Преславци) — село в Болгарии. Находится в Силистренской области, входит в общину Тутракан. Население составляет 581 человек.

## Политическая ситуация
В местном кметстве Преславци, в состав которого входит Преславци, должность кмета (старосты) исполняет Али Зюлкяров Алиев (Движение за права и свободы (ДПС)) по результатам выборов правления кметства.
Кмет (мэр) общины Тутракан — Георги Димитров Георгиев (Болгарская социалистическая партия (БСП)) по результатам выборов в правление общины.